# Branchdale
Branchdale es un lugar designado por el censo ubicado en el condado de Schuylkill en el estado estadounidense de Pensilvania. En el año 2000 tenía una población de 436 habitantes y una densidad poblacional de 198 personas por km².

## Geografía
Branchdale se encuentra ubicado en las coordenadas 40°40′14″N 76°19′16″O / 40.67056, -76.32111.

## Demografía
Según la Oficina del Censo en 2000 los ingresos medios por hogar en la localidad eran de $27,321 y los ingresos medios por familia eran $36,563. Los hombres tenían unos ingresos medios de $31,944 frente a los $21,563 para las mujeres. La renta per cápita para la localidad era de $14,378. Alrededor del 12% de la población estaba por debajo del umbral de pobreza.